# В неволі тяжко, хоча й волі…
«В неволі тяжко хоча й волі» — вірш Тараса Шевченка 1847 року, з циклу «В Казематі», написаного під час перебування поета під арештом в казематі в Петербурзі.

## Історія
Твір написаний під час перебування Тараса Шевченка в казематі «Третього відділу» в Петербурзі під час слідства над учасниками Кирило-Мефодіївського братства навесні 1847 року. Під час свого подальшого заслання митець зберігав твір в захалявній книжечці.

## Сюжет
Твір пронизаний роздумами автора про своє тяжке становище в неволі. Тарас Шевченко порівнює своє життя до та під час його перебування в казематі. Поет звинувачує себе за те що його зареаштували («Дурний свій розум проклинаю Що дався дурням одурить, В калюжі волю утопить»). В кінці твору митець сумує від думки, що вже ніколи не зможе потрапити на рідну землю («Холоне серце, як згадаю, Що не в Украйні поховають, Що не в Украйні буду жить, Людей і Господа любить.»).

## Автографи, датування і написання
Існує три чистові автографи твору, які зберігаються в Інституті літератури ім. Т. Шевченка. Перший увійшов до рукопису циклу «В казематі», другий — до «Малої книжки», третій — до «Більшої книжки». Автографи не датовані.
Датується за місцем автографа в окремому рукопису циклу «В казематі» та часом ув'язнення Шевченка з 17 квітня по 30 травня 1847 року в казематі «Третього відділу», орієнтовно: 19—30 травня 1847 року, Петербург.
Первісний автограф не відомий. В окремому рукопису циклу «В казематі» вірш переписано між поезіями «Рано-вранці новобранці…» та «Чи ви ще зійдетеся знову?..», після вірша «Весеннє сонечко ховалось…» («Н. Костомарову»), який в окремому автографі має дату «1847 мая 19». З цього рукопису Шевченко, повернувшись з Аральської описової експедиції до Оренбурга, наприкінці 1849 (не раніше 1 листопада) або на початку 1850 року (не пізніше дня арешту поета 23 квітня), переписав вірш у складі циклу «В казематі» (під № 11) з виправленням у рядку 12 до «Малої книжки» (до четвертого зшитка за 1846—1847 роки). 18 березня 1858 року, перебуваючи у Москві, поет переписав твір, переробивши рядок 4, з «Малої книжки» до «Більшої книжки», текст якої остаточний.

## Видання та редакції
Вперше надруковано за «Більшою книжкою» в журналі «Основа» за 1861 рік (№ 5, стор. 14).
Відомі списки у рукописних збірках «Кобзар» 1861 року, що належав І. Левченкові, «Сочинения Т. Г. Шевченка» 1862 року, «Стихотворения Шевченка», «Кобзар» 1863—1867 років, «Кобзар» 1866 року, «Кобзар» 1865 року, переписаний Д. Демченком, списки невідомою рукою, список В. Бондарчука.
Вперше введено до збірки творів у виданні: «Кобзарь Тараса Шевченка / Коштом Д. Е. Кожанчикова» 1867 року (СПб., стор. 396) і того ж року у виданні: «Поезії Тараса Шевченка» 1867 року (Львів, том 1, стор. 241) (в обох виданнях подано за «Більшою книжкою»).

## Жанр
Твір написаний чотирма ямбами в жанрі філософської лірики.